# Transiente

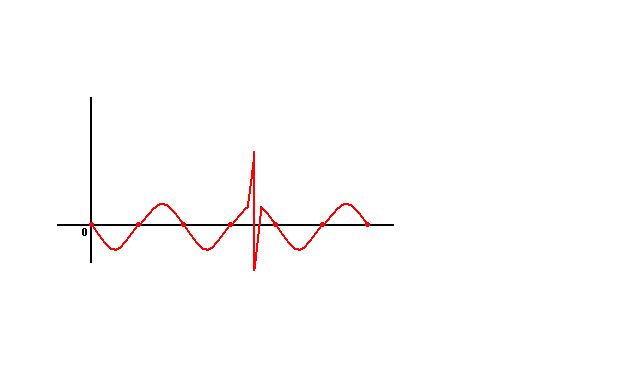
A variação na senóide representa o surto elétrico ou transiente.

Transiente, em eletricidade, é um surto de tensão elétrica que ocorre num intervalo de tempo muito pequeno. Existem duas formas de os transientes serem gerados em um equipamento eletrônico: via perturbações externas ou via resposta do próprio circuito eletrônico ao chaveamento.
Os casos típicos de transientes externos incluem:
- Indução eletromagnética. É geralmente causada por raios que caem perto da rede elétrica, e induzem uma DDP muito alta na rede. Essa indução acontece quando uma corrente elétrica varia rapidamente, criando um campo eletromagnético que é absorvido pelos fios da rede elétrica ou telefônica, que atuam como antenas.
- Condução pela rede. O chaveamento de cargas fortemente indutivas, como os motores elétricos, gera transientes que são causados pela força contra eletro-motriz. Isso ocorre porque um indutor opõe-se à variação de corrente elétrica. Quando ocorre o desligamento de uma chave - eletrônica ou não - a energia armazenada sob a forma de campo magnético nos circuitos indutivos é usada de forma a forçar a manutenção da corrente pelo circuito mesmo que uma tensão inversa à inicialmente aplicada, e de valor usualmente muito mais elevado, tenha que se fazer presente nos terminais do indutor nesse momento, e por consequência nos terminais da chave que se abre, nesse caso com a mesma polarização de quando essa encontrava-se desligada. O resultado é um pulso rápido de alta tensão, conhecido como "spike", que induz uma centelha entre os contados da chave caso não haja circuito de proteção para transientes instalado.

Resposta de um circuito oscilante amortecido frente ao desligamento ocorrido no tempo inicial (t=0s).

Os transientes oriundos das respostas do próprio circuito ao chaveamento podem ser melhor compreendidos mediante o estudo de osciladores harmônicos amortecidos forçados. Todo circuito elétrico tem, por menor que seja, capacitâncias e indutâncias associadas que o fazem responder de forma oscilatória transitória quando esse é ligado, chaveado, ou desligado. Esse efeito é particularmente importante e sempre levado em conta em eletrônica digital, cujo princípio implica contínuo ou frequente chaveamento de transistores ou demais circuitos liga-desliga entre esses respectivos estados ("1" ou "0"). Algumas portas lógicas são desenvolvidas especialmente para não serem sensíveis aos transientes, como as portas lógicas "schmitt trigger". 
Transientes internos são sempre observados quando se liga ou se desliga o aparelho como um todo. Os transientes oriundos de respostas do próprio circuito são geralmente levados em conta durante as etapas de projeto e desenvolvimento de forma a serem, se não suprimidos, ao menos mantidos em patamares que não afetem a operacionalidade do equipamento, não apenas em circuitos digitais como também nos analógicos.  Não obstante, devido aos transientes internos, é muito comum que os aparelhos se queimem quase sempre ao serem ligados ou desligados.
Os transientes são um dos maiores causadores da queima de equipamentos eletrônicos, embora existam componentes destinados a minimizar os seus efeitos, nomeadamente os varistores de óxido de zinco e os centelhadores a gás para o caso dos transientes externos, e, entre vários outros, as portas schmitt trigger para o caso de transientes internos.